# Eurycletodes gorbunovi
Eurycletodes gorbunovi är en kräftdjursart som beskrevs av Smirnov 1946. Eurycletodes gorbunovi ingår i släktet Eurycletodes och familjen Argestidae. Inga underarter finns listade i Catalogue of Life.